# Староджерелиевская
Староджерелиевская — станица в Красноармейском районе Краснодарского края. Образует Староджерелиевское сельское поселение. В 1934—1953 годах административный центр Ивановского района в составе Азово-Черноморского и Краснодарского краёв.

## Название
Название станицы, перенесённое с куреня Сечи, происходит от украинского джерело́  — источник.
В 1809 куренное селение было переименовано в Староджерелиевское, после того как в низовьях Кирпили было образовано куренное селение Новоджерелиевское.
C 1843 года — станица Староджерелиевская.

## География
Расположена в дельте Кубани, в 14 км северо-восточнее районного центра — станицы Полтавской, где расположена ближайшая железнодорожная станция. Станица окружена рисовыми чеками и многочисленными каналами, сооруженными в 1970-е годы.

## История
Куренное селение Джерелиевское было основано в 1794 году и являлся одним из первых 40 поселений черноморских казаков на Кубани.
На современное месторасположение станицы казаки Джерелиевского куреня переселились в 1807 году, до этого куренное селение находилось на месте современного Славянска, где часто подвергалось нападениям адыгов.
С 1891 года казаки станицы участвовали в заселении станиц Анапской, Гостагаевской, Саратовской, Славянской и Челбасской. Станица входила в Темрюкский отдел Кубанской области.
С августа 1942 по февраль 1943 — под фашистской оккупацией.

## Население
| 2002  | 2010  | 2012  | 2013  | 2014  | 2015  | 2016  |
| ----- | ----- | ----- | ----- | ----- | ----- | ----- |
| 3066  | ↘2937 | ↗2943 | ↗2953 | ↗2979 | ↗3001 | ↘2996 |
| 2017  | 2018  | 2019  | 2020  | 2021  | 2023  |       |
| ↘2985 | ↘2975 | ↘2961 | ↘2952 | ↗3111 | ↘3089 |       |

В 1882 году в станице проживало 1688 мужчин и 1692 женщины, в основном малороссы (православные), а также была школа, молитвенный дом, 5 лавок и 9 ветряных мельниц; 2 ярмарки и маслобойня. Всего был 541 дом.
В 1891 году в станице проживало 4417 жителей. На землях станицы располагалось 12 хуторов. В 1913 году население станицы с хуторами Ангелинский, Великая Гряда, Желтые Копани, Протока составляло 10 563 жителей.

## Известные уроженцы, жители
В станице Староджерелиевская родилась, прожила всю жизнь до кончины Нина Ивановна Перенижко (1935—1996) — звеньевая колхоза «Советская Россия» Красноармейского района, Герой Социалистического Труда (1973).

## Транспорт
Автобусное сообщение с районным и краевым центрами.